# 東京 (やしきたかじんの曲)
「東京」（とうきょう）は、1993年3月25日に発売されたやしきたかじんの20枚目のシングル。

## 解説
前作から1年振り、たかじん最大のヒット曲。ピアノ・ソロから始まり、テンポが高く小気味いい楽曲に仕上がっている。タイトルは「東京」であるが、歌詞が関西弁であることが特徴。カップリング曲「夢の雫」は、長年各種アルバム未収録だったが、2014年発売のCD-BOXでボーナストラックとして収録された。
発売当初、世間一般の反応は鈍かったが、発売3週間後、有線放送へのリクエストや問合せが殺到し始める。それまでたかじんの楽曲は関西中心の人気であったが、本作は関東など関西以外の支持が高かった。発売1ヶ月半後に有線チャートで自己最高18位を記録、16週にわたりベスト30位にランクイン。累計で60万枚を売り上げた。
たかじんのコンサートではサビの「東京」の部分を公演会場の地名に変える。しかし、三重県の津市は、曲に当てはめにくいため困ったという。
大阪府民はカラオケでこの歌を歌って盛り上がることが「秘密のケンミンSHOW」（2010年6月17日放送分）で紹介された。

## 受賞歴
第27回全日本有線放送大賞「読売テレビ最優秀賞」「特別賞」受賞。

## 収録曲
1. 東京 [04:28]
作詞：及川眠子／作曲：川上明彦／編曲：川村栄二
2. 夢の雫 [05:40]
作詞：森雪之丞／作曲：樫原伸彦／編曲：平野たかよし
3. 東京（オリジナル・カラオケ）
4. 夢の雫（オリジナル・カラオケ）